# Песуела-де-лас-Торрес
Песуела-де-лас-Торрес (ісп. Pezuela de las Torres) — муніципалітет в Іспанії, у складі автономної спільноти Мадрид. Населення — 813 осіб (2010).
Муніципалітет розташований на відстані близько 44 км на схід від Мадрида.
На території муніципалітету розташовані такі населені пункти: (дані про населення за 2010 рік)
- Песуела-де-лас-Торрес: 651 особа
- Лос-Камінос: 162 особи

## Демографія
Динаміка населення (INE ):